# Mysz ziemista
Mysz ziemista (Mus terricolor) – gatunek gryzonia z rodziny myszowatych, występujący w Azji Południowej.

## Klasyfikacja
Gatunek ten został opisany naukowo w 1851 roku przez E. Blytha. Należy do podgatunku nominatywnego Mus; miejscem typowym są okolice Kolkaty w Bengalu Zachodnim (Indie). Blisko spokrewniona mysz indyjska (Mus booduga) ma tę samą liczbę chromosomów, lecz nieco mniejszy chromosom Y; różnice kariotypu trzech populacji myszy ziemistej mogą wskazywać na postępującą specjację. Mysz ziemista jest dalej spokrewniona także z myszą ryżową (Mus caroli) i myszą płową (M. cervicolor). Podobieństwo do myszy indyjskiej sprawia, że zasięg tych gatunków nie jest dobrze określony.

## Występowanie i biologia
Mysz ziemista jest szeroko rozpowszechniona, występuje na całym Półwyspie Indyjskim, w Indiach, Pakistanie, południowym Nepalu i Bangladeszu. Mała populacja została introdukowana na Sumatrę w Indonezji, w okolicy miasta Medan. Prawdopodobnie ssaki te występują w różnorodnych środowiskach, ale mało jest informacji o liczebności populacji tego gatunku.

## Populacja
Mysz ziemista prawdopodobnie występuje w obszarach chronionych, nie są znane zagrożenia dla tego gatunku. Dalsze badania taksonomiczne są potrzebne, aby określić zasięg występowania myszy ziemistej i podobnej myszy indyjskiej. Międzynarodowa Unia Ochrony Przyrody uznaje mysz ziemistą za gatunek najmniejszej troski.